# Rödingtjärn, Jämtland
Rödingtjärn är en sjö i Krokoms kommun i Jämtland och ingår i Indalsälvens huvudavrinningsområde. Sjön har en area på 0,0606 kvadratkilometer och ligger 656 meter över havet. Rödingtjärn ligger i Gråberget-Hotagsfjällen Natura 2000-område. Sjön avvattnas av vattendraget Fälpvattsån.

## Delavrinningsområde
Rödingtjärn ingår i det delavrinningsområde (711836-144520) som SMHI kallar för Utloppet av Fälpvattnet. Medelhöjden är 697 meter över havet och ytan är 7,96 kvadratkilometer. Det finns inga avrinningsområden uppströms utan avrinningsområdet är högsta punkten. Fälpvattsån som avvattnar avrinningsområdet har biflödesordning 3, vilket innebär att vattnet flödar genom totalt 3 vattendrag innan det når havet efter 297 kilometer. Avrinningsområdet består mestadels av skog (74 procent). Avrinningsområdet har 1,57 kvadratkilometer vattenytor vilket ger det en sjöprocent på 19,7 procent.